# بربنو دی والتلینا
بربنو دی والتلینا (به ایتالیایی: Berbenno di Valtellina) یک کومونه در ایتالیا است که در استان سوندریو واقع شده‌است.

## خصوصیات
بربنو دی والتلینا ۳۵٫۷ کیلومترمربع مساحت و ۴٬۲۲۶ نفر جمعیت دارد.